# Luís Frade
Luís Frade, né le 11 septembre 1998 à Rio Tinto, Gondomar, est un handballeur portugais qui évolue au poste de pivot.
International portugais depuis 2018, il évolue au FC Barcelone depuis 2020.

## Biographie
Jouant au Sporting CP depuis 2018, Luís Frade rejoint le FC Barcelone en 2020 un an avant le terme de son contrat à la suite d'un accord trouvé entre les deux clubs. Il signe un contrat de quatre saisons en faveur du club catalan.  

## Palmarès

### En club
Compétitions internationales
- Vainqueur de la Ligue des champions (2) : 2021, 2022
  - finaliste en 2020[3]

Compétitions nationales
- Vainqueur du Championnat d'Espagne (1) : 2021
- Vainqueur de la Coupe du Roi (1) : 2021
- Vainqueur de la Coupe ASOBAL (1) : 2021
- Vainqueur de la Supercoupe d'Espagne (1) : 2020
- 2e du Championnat du Portugal en 2019

### En équipe nationale
- 4e place au Championnat du monde junior en 2019
- 6e place au Championnat d'Europe 2020

### Distinctions individuelles
- élu meilleur pivot du Championnat du monde junior 2019